# Nuper in Concilio
Nuper in Concilio е папска була на римския папа Климент V, издадена във френския град Ливрон сюр Дром на 16 май 1312 г., с която се уточняват някои условия за предаване правата и имуществото на ликвидирания Орден на тамплиерите в собственост на Ордена на хоспиталиерите.
Булата е издадена на основание на предходни були на папа Климент V, издадени по-рано на църковния събор във Виен: „Vox in excelso“ от 22 март 1312 г., с която официално е разпуснат ордена на тамплиерите, и „Ad providam“ от 2 май 1312 г., с която имуществото на тамплиерите се предава в собственост на Ордена на рицарите-йоаните, по известни като хоспиталиери.
Папа Климент V подчертава, че с „Ad providam“ всички права и привилегии на разпуснатия орден са прехвърлени на хоспиталиерите, но се забавя прилагането на разпоредбите. Изключение от това прехвърляне на права са имуществата на тамплиерите в Кастилия, Арагон, Португалия и Майорка, които трябва да бъдат предоставени на друг орден, и остават на разположение (разпределение) на Светия престол. Папата постановява, че в срок от един месец тези постановления трябва да бъдат изпълнени и все още непредадените имоти трябва да се предадат на хоспиталиерите, и изисква незабавно изпълнение на тези указания.